# Identification (psychanalyse)
Pour les articles homonymes, voir Identification.
 (mars 2018).
Si vous disposez d'ouvrages ou d'articles de référence ou si vous connaissez des sites web de qualité traitant du thème abordé ici, merci de compléter l'article en donnant les références utiles à sa vérifiabilité et en les liant à la section « Notes et références ».
L'identification est le processus par lequel une personne se transforme, de façon provisoire ou permanente, en assimilant un trait ou un attribut, partiel ou total, d'une autre personne. C'est le processus par excellence de la formation de la personnalité.

## Nature des identifications
La psychanalyse comprendra l'identification comme émanant de mécanismes très différents. On peut cependant souligner la conception d'une instance du Moi se constituant par identifications successives, portant le plus souvent sur un trait unique. Jacques Lacan théorisera le trait unaire. 

### Identification primaire
Décrite par Freud dans Psychologie des masses et analyse du moi, notamment dans le chapitre 7, l'identification primaire constitue la première manifestation d'un attachement à une autre personne. Cette identification primaire commence donc dès l’enfance, lorsque le petit garçon idéalise son père, et souhaite être lui, faire tout comme lui, le remplacer. Cependant, lors de la formation du complexe d’Œdipe, le petit garçon voit naître des sentiments libidinaux envers sa mère, et celui-ci se trouve donc en proie à l’ambivalence : idéaliser le père, tout en ressentant des désirs hostiles envers lui car celui-ci lui « barre la route » et l’empêche de concrétiser ses désirs envers sa mère. Cette ambivalence tendra à s'unifier et constituera le complexe d'Œdipe.

### Identification hystérique
Dans Psychologie des masses et analyse du moi, Freud cite le cas d’une petite fille qui contracterait la même toux que celle de sa mère. L’identification est ici la même que l’identification primaire, mais elle a pour but, non pas de viser la mère en tant que sujet, mais signifie : « j’ai la même toux que ma mère, donc je suis comme elle ». Cette identification a pour but de se substituer à la mère. Pour résumer : la petite fille, en proie à une attirance envers le père, contracterait une toux comme sa mère pour se substituer et tenter de la remplacer auprès du père. Cependant Freud introduit une nuance de culpabilité, culpabilité que pourrait ressentir la petite fille de s’être rendue malade. Selon Freud cette identification constitue le mécanisme complet de la formation du symptôme hystérique.
Le facteur sexuel est déterminant dans la formation du symptôme hystérique. Freud considère que le facteur traumatique déterminant des névroses dépend tantôt d’un vécu réel, tantôt d’un fantasme de nature sexuelle, ce qui illustre le cas de cette petite fille dont on vient de parler.
Freud utilise ensuite le cas de Dora pour illustrer l’identification à la personne aimée, Dora avait contracté la même toux que son père. Le moi de Dora absorbe une propriété de son père, sa toux, comme substitut, par voie régressive. L’identification a donc pris la place du penchant érotique de Dora envers son père. Freud note que l’identification est ici très limitée et qu’elle se borne à emprunter à l’objet un seul de ses traits, ce qu’illustre l’exemple que nous venons de voir.

### Identification mélancolique
L'identification mélancolique est l'identification à un objet pulsionnel qu'aime le sujet - ici la dialectique repose sur deux seules personnes. Le mélancolique s'identifie à celui qu'il aime - et la pulsion fait retour sur le Moi propre. C'est pourquoi il est nécessaire de saisir cette identification comme narcissique : c'est d'ailleurs là une deuxième appellation de ce processus pathogène.
Cette modalité identificatoire n'est pas tant propice à un remaniement, puisqu'elle se distingue comme totale : le Moi était complètement confondu avec l'objet de la pulsion. Cette confusion, renvoyant à une dialectique de l'être - je suis ce que j'aime - et correspondant à la formation même du Moi (comme Moi plaisir), pointe finalement sur une profonde régression, renonciation à satisfaire son désir avec (ou face à) un objet.
Cette description se rattache principalement au deuil - c'est là que se révélera le pathos -, deuil particulier, massif, auquel fait face le mélancolique lors de la perte de cet objet, qui sera vécue comme perte d'une partie de son Moi.
Le mélancolique devient ce qu'il aime et ne peut anticiper sur une perte de l'ordre de la mutilation : avec le départ ou la mort de l'objet, c'est l'édifice narcissique qui s'effondre : le Moi n'a plus de quoi se soutenir, sinon l'hallucination d'un cadavre.

### Identification masochique
Bien que les concepts freudiens de sadisme et de masochisme aient évolué au cours de l'histoire de la psychanalyse, on peut tâcher d'en distinguer un mécanisme essentiel quant à l'identification. Le passage au sadisme s'avère éclairant :
Le sadique jouit de faire souffrir autrui. Puis, il abandonne ce but et la pulsion subit un renversement en son contraire, en même temps qu'est abandonné l'objet jusque-là martyrisé. Il y a donc masochisme mais pas encore de recherche d'un bourreau - ce qui constituera la dernière étape.
Cette dernière étape mérite d'être pensée puisque le masochiste se fait d'abord l'objet de son sadisme, - il est à la fois sadique et masochique - avant de rechercher quelqu'un qui sera sadique en son nom.
Il y a identification masochique puisque le masochiste s'identifie à son maître, en fait un substitut de lui-même.

### Identification projective
L'identification projective, concept de Melanie Klein, se définit d'abord comme identification d'un objet faisant suite à une projection - donc comme double mécanisme de projection puis de reconnaissance de l'autre. On peut cependant remarquer plusieurs usages de cette notion:
- communiquer des états affectifs, émotionnels ;
- projeter sur l'autre un contenu mental perturbant et contrôler cet autre de par ce contenu ;
- pénétrer l'intérieur d'un objet pour en prendre possession ou le dégrader.

### Identification fraternelle
L'identification fraternelle est, dans ce contexte, dans un lien de fraternité. En effet, on a souvent dit : « montre l'exemple à ton frère ! », ce qui prouve simplement qu'il y a une identification du côté du cadet qui voit son aîné comme l'être « parfait ». Il va donc se mettre à copier ses faits et gestes, jusqu'au comportement envers les autres.